# Saropogon zinidi
Saropogon zinidi là một loài ruồi trong họ Asilidae. Saropogon zinidi được Londt miêu tả năm 1997. Loài này phân bố ở vùng nhiệt đới châu Phi.